# Tor Nilsson
Tor Folke Rene Nilsson (* 20. März 1919 in Lund, Schonen; † 13. April 1989 ebenda) war ein schwedischer Ringer. Er gewann bei den Olympischen Spielen 1948 in London eine Silbermedaille im griechisch-römischen Stil im Schwergewicht.

## Werdegang
Tor Nilsson lebte zeitlebens in seiner Geburtsstadt Lund. Dort begann er auch als Jugendlicher beim Ringsportclub BK Balder Lund mit dem Ringen. Er konzentrierte sich dabei auf den griechisch-römischen Stil. Infolge seines Geburtsjahrganges hatte er das Pech, dass wegen des Zweiten Weltkrieges in den Jahren von 1940 bis 1945 keine internationalen Wettkämpfe stattfanden, also genau in jenen Jahren die seine besten hätten werden können.
In Schweden hatte er in jenen Jahren in John Nyman, Nils Åkerlindh und vor allem in Bertil Antonsson starke Gegner, die alle Weltklasse darstellten und ihm den Weg zu nationalen Erfolgen größtenteils verbauten. Trotzdem wurde er in den Jahren 1947 und 1949 schwedischer Meister im griechisch-römischen Stil im Schwergewicht.
1948 wurde er bei den Olympischen Spielen in London eingesetzt und gewann dort im Schwergewicht im griechisch-römischen Stil die Silbermedaille. Er besiegte dabei L. Pidduck aus Großbritannien, verlor dann gegen Ahmet Kireççi aus der Türkei und gewann ferner über Moritz Inderbitzen aus der Schweiz und Guido Fantoni aus Italien.
Der Start bei diesen Olympischen Spielen war der einzige Start, den er bei einer internationalen Meisterschaft absolvierte.

## Internationale Erfolge
| Jahr | Platz  | Wettbewerb   | Gewichtsklasse | Ergebnisse |
| 1948 | Silber | OS in London | Schwer         | nach einem Sieg über L. Pidduck, Großbritannien, einer Niederlage gegen Ahmet Kireççi, Türkei und Siegen über Moritz Inderbitzen, Schweiz und Guido Fantoni, Italien |

## Schwedische Meisterschaften
Tor Nilsson wurde 1947 und 1949 schwedischer Meister im griechisch-römischen Stil im Schwergewicht.

## Erläuterungen
- alle Wettbewerbe im griechisch-römischen Stil
- OS = Olympische Spiele
- Schwergewicht, damals über 87 kg Körpergewicht